# WNBA
ウィメンズ・ナショナル・バスケットボール・アソシエーション（英語: Women's National Basketball Association）は、アメリカ合衆国の女子バスケットボールのプロリーグである。略称は、WNBA（ダブリューエヌビーエー）。日本語で、全米女子バスケットボール協会とも。
男子リーグであるNBAの全面的な支援のもと1996年に発足、翌1997年に最初のシーズン開幕以降順調な活動を続けている。初年度のチーム数は8で、2000年から2002年シーズンにかけてはチーム数がリーグ史上最大の16にまで増えるが、2010年から現在では、経営難などにより脱退したチームがいたため、12チームとなった。外国の多くの女子リーグのオフシーズンにあたる時期に短期間で試合を行うため、米国以外の選手が多くプレイすることもWNBAの特徴である。2016年以降リサ・ボーダーズがコミッショナーに就いている。

## 略史
NBAコミッショナーデビッド・スターンは、1980年代に同役職に就いて以降リーグの拡張や海外市場の開拓など営業活動拡大の努力を続け、1990年代には大きな成功を収めていた。それまでの成功を受けたリーグは更なる事業拡大の場を求め、1996年4月にNBAの理事会が女子リーグWNBA設立を承認。8月にはバル・アッカーマンを初代コミッショナーに迎えた。同年に行われた1996年アトランタオリンピックのバスケットボール競技での米国女子代表の活躍にも後押しされ、"We got next"（概ね「新たな段階に入った」の意）のスローガンのもとリーグの立ち上げに入った。
同じ96年10月にWNBAは初年度に参加する8チームを発表。それらのチームは全てNBAのチームが本拠がある都市に拠点を置いており、チームの所有者はNBAだった。同月から翌1997年1月までに全チームが2ないし3名の選手と契約し、同年4月にはドラフトが行われた。NBAのシーズンが終わったこの年の6月にWNBA最初の試合が行われた。
1999年までにリーグは新たに4チームを加え、チーム数が12になった。またこの年には選手とオーナー側で労使協定が結ばれた。これは米国の女子プロバスケットボールリーグでは初めてのことだった。
この時までにリーグに属していたチームはみなNBAにより経営されていたが、2002年にNBAはWNBAのチームをNBAチームの所有者やその他の組織に売却した。その結果、マイアミ・ソルとポートランド・ファイアは消滅し、ユタ・スターズとオーランド・ミラクルは移転しそれぞれサンアントニオ・シルバースターズとコネティカット・サンに改称した。またこの年のシーズン終了後、クリーブランド・ロッカーズが消滅した。
2006年に新たにシカゴ・スカイがリーグに加入し、2007年にはシャーロット・スティングが消滅した。2008年には新たにアトランタ・ドリームがリーグに加入したが、シーズン後にはリーグ草創期に黄金時代を築いたヒューストン・コメッツが、2009年にもサクラメント・モナークスも消滅。2010年シーズン以降のチーム数は12となる。
WNBAは設立時からマーケティングや宣伝など様々な面でNBAの支援を受け、初年度からNBCやESPNなど大手ネットワーク・テレビ局により試合が放送されている。集客も概ね順調で、4年目の2001年にはWNBAの試合に訪れた観客は延べ1,000万人を超えている。米国には以前にも女子プロバスケットボールリーグが存在したが、10年にわたり成功裏に存続しているリーグはWNBAが初めてである。
1シーズンの試合数は、初年度は28試合だったが現在は34試合となっている。試合数はNBAの82試合と比べて半分以下であり、また集客もNBAと比べるとほぼ半数となっている。選手年俸に関しては、2004年の時点で新人選手の最低年俸は9万ドルで、NBAの新人選手に認められる最低年俸の4分の1程度の額である。
マーケティング対象の一つとして同性愛者が挙げられる。

## 所属チーム
| 地区                             | チーム                           | 本拠地                           | 創設年 |
| イースタン                       |                                  |                                  |        |
| -------------------------------- | -------------------------------- | -------------------------------- | ------ |
| イースタン                       | アトランタ・ドリーム             | ジョージア州アトランタ           | 2008   |
| イースタン                       | シカゴ・スカイ                   | イリノイ州ローズモント           | 2006   |
| イースタン                       | コネティカット・サン             | コネチカット州アンキャスビル     | 1999   |
| イースタン                       | インディアナ・フィーバー         | インディアナ州インディアナポリス | 2000   |
| イースタン                       | ニューヨーク・リバティ           | ニューヨーク州ニューヨーク       | 1997   |
| イースタン                       | ワシントン・ミスティクス         | ワシントンD.C.                   | 1998   |
| ウェスタン                       |                                  |                                  |        |
| ダラス・ウィングス               | テキサス州アーリントン           | 1998                             |        |
| ロサンゼルス・スパークス         | カリフォルニア州ロサンゼルス     | 1997                             |        |
| ミネソタ・リンクス               | ミネソタ州ミネアポリス           | 1999                             |        |
| フェニックス・マーキュリー       | アリゾナ州フェニックス           | 1997                             |        |
| ラスベガス・エーシズ             | ネバダ州ラスベガス               | 1997                             |        |
| シアトル・ストーム               | ワシントン州シアトル             | 2000                             |        |
| ゴールデンステート・バルキリーズ | カリフォルニア州サンフランシスコ | 2025                             |        |

## 過去のチーム
| シーズン     | チーム数 |
| ------------ | -------- |
| 1997         | 8        |
| 1998         | 10       |
| 1999         | 12       |
| 2000-2002    | 16       |
| 2003         | 14       |
| 2004-2005    | 13       |
| 2006         | 14       |
| 2007         | 13       |
| 2008         | 14       |
| 2009         | 13       |
| 2010-2024    | 12       |
| 2025         | 13       |
| 2026- (予定) | 15       |

- シャーロット・スティング – 1997–2006。
- クリーブランド・ロッカーズ – 1997–2003。
- ヒューストン・コメッツ – 1997–2008。1997年から2000年に4連覇。
- マイアミ・ソル – 2000–2002。
- ポートランド・ファイア – 2000–2002。
- サクラメント・モナークス – 1997–2009。2005年に優勝。

## シーズンの流れ
リーグ設立当初はNBAのシーズンが終わった後の6月にレギュラーシーズンを開始していたが、現在は毎年5月頃にシーズンが開幕する。各チームとも44試合を行い、それぞれのカンファレンスでシーズン成績上位4チームがプレイオフに進出する。レギュラーシーズンで最も優れた活躍をした選手はMVPに選ばれる。レギュラーシーズンは8月に終了し、その後プレイオフが始まる。
プレイオフでは、それぞれのカンファレンスでシーズン成績が1位のチームと4位のチーム、そして2位のチームと3位のチームがそれぞれ1回戦（カンファレンス・セミファイナル）で対戦し、2戦先勝したチームが2回戦（カンファレンス・ファイナル）に進む。カンファレンス・ファイナルは3戦先勝で勝ち抜く方式で、3勝したチームが優勝決定シリーズであるWNBAファイナルに進出する。WNBAファイナルでは先に4勝したチームが優勝する。ファイナルで最も優れた活躍をした選手はファイナルMVPに選ばれる。
シーズン開幕に先立ち、毎年NCAAトーナメント終了直後にドラフトが開かれ、各チームが新たに選手を選抜する。
シーズン中盤の7月にはオールスターゲームが開かれる。オールスターゲームの先発選手はファン投票で、控え選手は各カンファレンスのコーチによる投票で選出される。最も活躍した選手がオールスターゲームMVPに選出される。

## ルール
WNBAのルールは概ねNBAのルールに則っているが、いくつか独自のルールを採用している。
- スリーポイントラインは国際ルールと同じでゴールから6.25メートルの距離にある。
- ボールの大きさは外国の女子リーグに合わせて周の長さ72.4センチのものを用いる。これはNBAよりも2.54センチ小さい。
- 試合時間は40分で、リーグ設立以降前後半それぞれ20分に分けて試合を行ってきた。2006年のシーズンから、国際ルールと同様、1試合40分を各10分のクオーター4つに分けて行うようになった。
- ショットクロックも2006年から以前の30秒が24秒に変更された。

## テレビ放映権
WNBAはNBA同様、テレビ放映権は、全国放送やポストシーズンに限りリーグが管轄し、ローカル放送はチームが放送局と直接契約を結んでいる。そのため、レギュラーシーズン、ポストシーズン全試合の放映権を管轄しているNFLと違い、チームによって放映権料収入は大きく異なる。
アメリカ国内ではディズニー傘下のテレビ局であるESPNとABC（ESPN on ABC）にて放送されている。2024年5月には同社の定額制動画配信サービスであるDisney+でも一部試合の同時配信を行った。

## 関連事項
- WNBAオールスターゲーム
- WNBAファイナル

過去に存在した女子バスケットボールリーグ
- WBL

1978年から1981年まで存在したリーグ。米国初の女子プロバスケットボールリーグとされる。
- アメリカン・バスケットボール・リーグ (女子)

1996年から1998年まで存在したリーグ。
- NWBL

1997年から2007年まで存在したリーグ。